# Уряд Таджикистану
Уряд Таджикистану — вищий орган виконавчої влади Таджикистану.

## Голова уряду
- Прем'єр-міністр — Кохір Расулзада (англ. Qohir Rasulzoda).
- Віце-прем'єр-міністр — Давлаталі Саїд (англ. Davlatali Said).
- Віце-прем'єр-міністр — Азім Іброхім (англ. Azim Ibrohim).
- Віце-прем'єр-міністр — Махмадтор Зорірзада (англ. Mahmadtoir Zokirzoda).

## Кабінет міністрів
Склад чинного уряду подано станом на 12 серпня 2016 року.
| Логотип | Міністерство                                                            | Міністр                                              | Фото | Час на посаді | Час на посаді | Партія | Партія | Вебсайт |
| ------- | ----------------------------------------------------------------------- | ---------------------------------------------------- | ---- | ------------- | ------------- | ------ | ------ | ------- |
|         | Міністерство внутрішніх справ                                           | Рамазон Рахімзада (Ramazon Rahimzoda)                |      |               |               |        |        |         |
|         | Міністерство економічного розвитку та торгівлі                          | Нематулло Хікматуллозада (Nematullo Hikmatullozoda)  |      |               |               |        |        |         |
|         | Міністерство енергетики і водних ресурсів                               | Усмоналі Усмонзада (Usmonali Usmonzoda)              |      |               |               |        |        |         |
|         | Міністерство закордонних справ                                          | Сіроджидін Аслов (Sirojidin Aslov)                   |      |               |               |        |        |         |
|         | Міністерство культури                                                   | Шамсіддін Орумбекзада (Shamsiddin Orumbekzoda)       |      |               |               |        |        |         |
|         | Міністерство науки і освіти                                             | Нуріддін Саїд (Nuriddin Said)                        |      |               |               |        |        |         |
|         | Міністерство оборони                                                    | генерал-лейтенант Шералі Мірзо (Sherali Mirzo)       |      |               |               |        |        |         |
|         | Міністерство охорони здоров'я та соціального захисту                    | Нусратулло Салімзада (Nusratullo Salimzoda)          |      |               |               |        |        |         |
|         | Міністерство праці, міграції та державної зайнятості                    | Сумангул Тагхойзада (Sumangul Taghoyzoda)            |      |               |               |        |        |         |
|         | Міністерство промисловості та нових технологій                          | Шавкат Бобозада (Shavkat Bobozoda)                   |      |               |               |        |        |         |
|         | Міністерство сільського господарства                                    | Сатторі Іззатулло (Sattori Izzatullo)                |      |               |               |        |        |         |
|         | Міністерство транспорту                                                 | Шералі Ганджалзада (Sherali Ganjalzoda)              |      |               |               |        |        |         |
|         | Міністерство фінансів                                                   | Абдусалом Курбанов (Abdusalom Qurbonov)              |      |               |               |        |        |         |
|         | Міністерство юстиції                                                    | Рустам Шохмурад (Rustam Shohmurod)                   |      |               |               |        |        |         |
|         | Державний комітет з питань інвестицій та управління державною власністю | Кодір Косім (Qodir Qosim)                            |      |               |               |        |        |         |
|         | Державний комітет національної безпеки                                  | генерал-лейтенант Саймумін Ятімов (Saymumin Yatimov) |      |               |               |        |        |         |